# Selección de fútbol playa de Israel

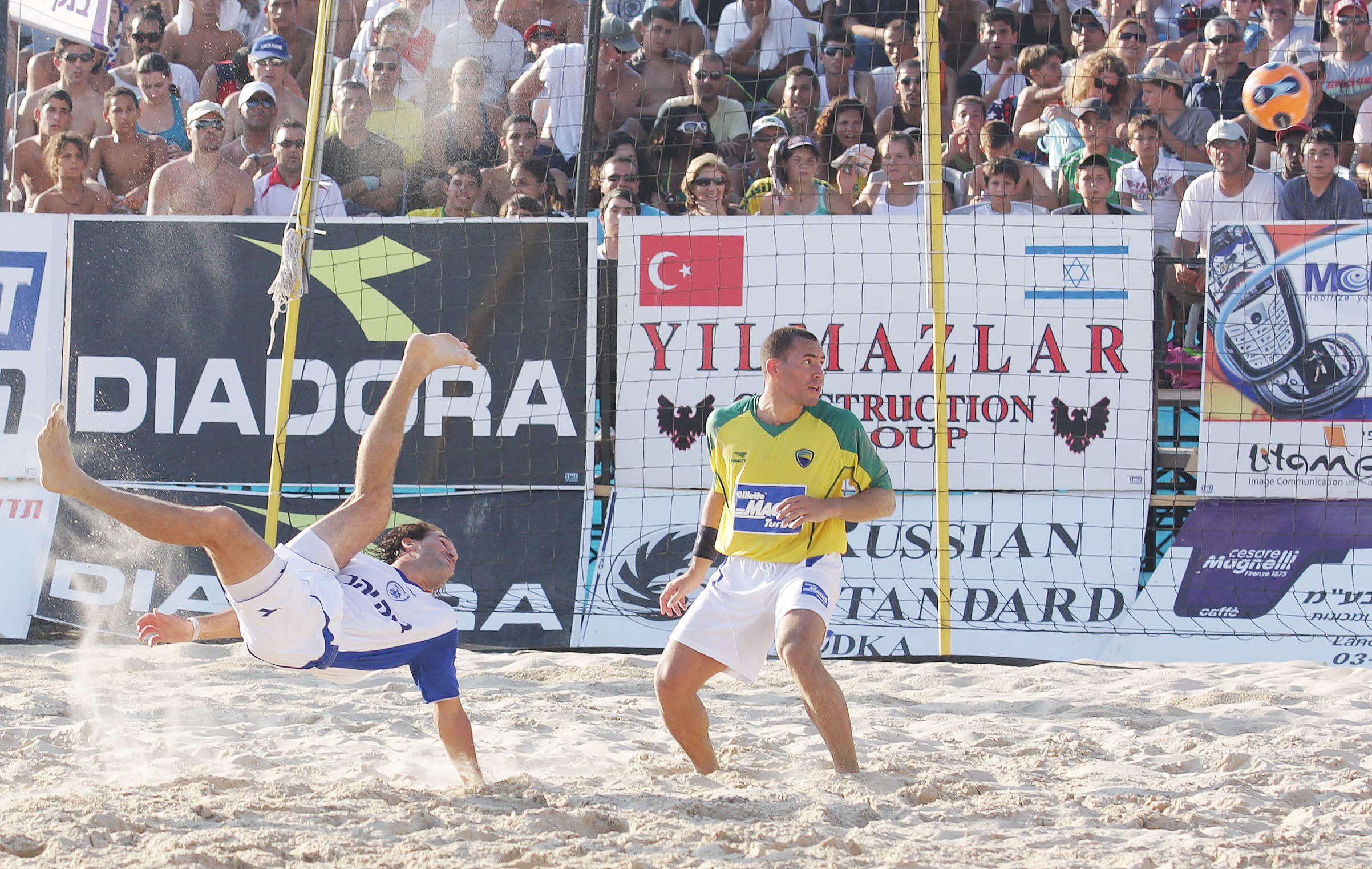
Tzahi Ilos anota ante.

La Selección de fútbol playa de Israel es el equipo que representa al país en la Copa Mundial de Fútbol Playa de FIFA, la euro Beach Soccer League y en el Campeonato de Fútbol Playa de Europa; y es controlada por la Asociación de Fútbol de Israel.

## Estadísticas

### Copa Mundial de Fútbol Playa FIFA
| Copa Mundial de Fútbol Playa FIFA | Copa Mundial de Fútbol Playa FIFA | Copa Mundial de Fútbol Playa FIFA | Copa Mundial de Fútbol Playa FIFA | Copa Mundial de Fútbol Playa FIFA | Copa Mundial de Fútbol Playa FIFA | Copa Mundial de Fútbol Playa FIFA | Copa Mundial de Fútbol Playa FIFA |
| Año                               | Ronda                             | J                                 | G                                 | G+                                | P                                 | GF                                | GC                                |
| --------------------------------- | --------------------------------- | --------------------------------- | --------------------------------- | --------------------------------- | --------------------------------- | --------------------------------- | --------------------------------- |
| 2005 - 2008                       | No participó                      | No participó                      | No participó                      | No participó                      | No participó                      | No participó                      | No participó                      |
| 2009                              | No clasificó                      | No clasificó                      | No clasificó                      | No clasificó                      | No clasificó                      | No clasificó                      | No clasificó                      |
| 2011                              | No clasificó                      | No clasificó                      | No clasificó                      | No clasificó                      | No clasificó                      | No clasificó                      | No clasificó                      |
| 2013                              | No clasificó                      | No clasificó                      | No clasificó                      | No clasificó                      | No clasificó                      | No clasificó                      | No clasificó                      |
| 2015                              | No participó                      | No participó                      | No participó                      | No participó                      | No participó                      | No participó                      | No participó                      |
| 2017                              | No participó                      | No participó                      | No participó                      | No participó                      | No participó                      | No participó                      | No participó                      |
| 2019                              | No participó                      | No participó                      | No participó                      | No participó                      | No participó                      | No participó                      | No participó                      |
| 2021                              | No participó                      | No participó                      | No participó                      | No participó                      | No participó                      | No participó                      | No participó                      |
| Total                             | 0/11                              | -                                 | -                                 | -                                 | -                                 | -                                 | -                                 |

### Clasificación Copa Mundial FIFA
| Clasificación de UEFA para la Copa Mundial de Fútbol Playa FIFA | Clasificación de UEFA para la Copa Mundial de Fútbol Playa FIFA | Clasificación de UEFA para la Copa Mundial de Fútbol Playa FIFA | Clasificación de UEFA para la Copa Mundial de Fútbol Playa FIFA | Clasificación de UEFA para la Copa Mundial de Fútbol Playa FIFA | Clasificación de UEFA para la Copa Mundial de Fútbol Playa FIFA | Clasificación de UEFA para la Copa Mundial de Fútbol Playa FIFA | Clasificación de UEFA para la Copa Mundial de Fútbol Playa FIFA |
| Año                                                             | Ronda                                                           | J                                                               | G                                                               | G+                                                              | P                                                               | GF                                                              | GC                                                              |
| --------------------------------------------------------------- | --------------------------------------------------------------- | --------------------------------------------------------------- | --------------------------------------------------------------- | --------------------------------------------------------------- | --------------------------------------------------------------- | --------------------------------------------------------------- | --------------------------------------------------------------- |
| 2008                                                            | No participó                                                    | No participó                                                    | No participó                                                    | No participó                                                    | No participó                                                    | No participó                                                    | No participó                                                    |
| 2009                                                            | Octavos de final                                                | 4                                                               | 1                                                               | 0                                                               | 3                                                               | 14                                                              | 19                                                              |
| 2011                                                            | Fase de grupos                                                  | 3                                                               | 1                                                               | 0                                                               | 2                                                               | 11                                                              | 15                                                              |
| 2013                                                            | Octavos de final                                                | 4                                                               | 1                                                               | 0                                                               | 3                                                               | 12                                                              | 14                                                              |
| 2015                                                            | No participó                                                    | No participó                                                    | No participó                                                    | No participó                                                    | No participó                                                    | No participó                                                    | No participó                                                    |
| 2017                                                            | No participó                                                    | No participó                                                    | No participó                                                    | No participó                                                    | No participó                                                    | No participó                                                    | No participó                                                    |
| 2019                                                            | No participó                                                    | No participó                                                    | No participó                                                    | No participó                                                    | No participó                                                    | No participó                                                    | No participó                                                    |
| 2021                                                            | No participó                                                    | No participó                                                    | No participó                                                    | No participó                                                    | No participó                                                    | No participó                                                    | No participó                                                    |
| Total                                                           | 3/8                                                             | 11                                                              | 3                                                               | 1                                                               | 8                                                               | 37                                                              | 48                                                              |

## Entrenadores
| Nombre       | Periodo       |
| ------------ | ------------- |
| Benyamin Lam | 2007–2009     |
| Tzahi Ilos   | 2009–2010     |
| Benyamin Lam | 2010–presente |